# Windows Live
Windows Live is de naam voor een serie gratis internet- en desktopdiensten van softwarebedrijf Microsoft. De naam wordt intussen niet meer gebruikt. De bedoeling van Windows Live was dat alles wat men nodig heeft voor het beheer van bestanden op z'n computer en op het internet op één plek samenkomt. Windows Live moet het centrale punt voor alle bekende diensten zijn en ervoor zorgen dat ze elkaar goed ondersteunen.

## Online en voor op de pc
Windows Live maakt onderscheid tussen diensten voor de computer, en diensten online. De onlinediensten zijn in één overzicht op de startpagina te vinden. Hiertoe behoren onder meer Hotmail, Windows Live Spaces, Windows Live Groups en Windows Live Photos. De downloadbare desktopprogramma's kunnen via de downloadpagina gedownload worden; deze pagina staat ook in het overzicht op de startpagina. De downloadbare desktopprogramma's worden allemaal samen in één pakket ook wel de Windows Live Essentials genoemd. In dit pakket bevinden zich onder meer Messenger en Fotogalerij.

## Integratie met Windows
De reclame in Windows Live is niet eenvoudig uit te schakelen. Windows Live, of delen daarvan, werd tot Windows XP meegeleverd met de pc.
Vanaf Windows Vista tot aan Windows 7 was er een link in het introductiecentrum om Windows Live te downloaden.
Vanaf Windows 8 wordt deze suite geheel in Windows geïntegreerd en verdween de naam "Windows Live". Hoewel de Apps kunnen worden verwijderd, is vooral OneDrive noodzakelijk om gegevens te synchroniseren om deze ook op andere pc's te kunnen gebruiken.

## Geschiedenis
Er zijn meerdere versies/edities van Windows Live uitgegeven. Deze worden ook wel 'waves' (Engels voor golven, stromingen) genoemd.
- Wave 1 (eind 2006 tot halverwege 2007): De eerste wave, ook wel aangeduid als 'Wave 1', is eind 2006 tegelijk met de overstap van MSN Hotmail naar Windows Live Hotmail uitgegeven. De interface was zoals nu nog steeds bestaat in onder andere de diensten Alerts en Favorieten. De startpagina was een zoekmachine. De diensten waren toen nog maar beperkt. Veel verkeerden in het bètastadium, dat wil zeggen dat ze nog in ontwikkeling zijn maar (vrij) getest kunnen worden. Een paar van de allereerste diensten van Windows Live waren Favorites (pagina om favorieten op te slaan), Search (zoekmachine opgevolgd door Live Search en het huidige Bing), Windows Live Messenger (opvolger MSN Messenger) en Hotmail (in het begin om verwarring met het toen nog naast Windows Live Hotmail bestaande MSN Hotmail te verhinderen ook wel Windows Live Mail genoemd).
- Wave 2 (halverwege 2007 tot halverwege 2008): Vanaf zomer 2007 tot het begin van 2008 breidde Windows Live zich uit naar 'Wave 2'. Deze bracht meteen nieuwe services met zich mee: OneDrive (voorheen SkyDrive), daarmee kan men online gegevens opslaan, en de Startpagina (via daar konden alle diensten makkelijk worden geopend). Hotmail werd verbeterd met de nieuwe interface van Wave 2, en kreeg meer functies. Ook werden alle te downloaden dekstop-programma's bij elkaar gezet in één pakket: de huidige Windows Live Essentials. Dit pakket (dat toen nog Windows Live 'Suite', of 'Installer' heette) bevatte de eerste versie van de nieuwe programma's Mail (opvolger Windows Mail en Outlook Express waarmee men zijn Hotmail-, Yahoo Mail- of Gmail-account kan openen), Messenger, en Writer (schrijfprogramma voor blogs op 'Spaces').
- Wave 3 (halverwege 2008 tot halverwege 2010): Halverwege 2008 tot begin 2009 is 'Wave 3' uitgekomen. Dit is de vorige editie van Windows Live. Het bracht een gehele nieuwe, meer gebruikersvriendelijke interface dan ooit daarvoor. Deze interface is de eerste die zich minder associeert met die van het huidige besturingssysteem 'Windows Vista'. Men kan zeggen dat Windows Live eigenlijk een eigen karakter heeft gekregen. Deze nieuwe editie heeft onder andere Hotmail een snelheidsboost gegeven, en het uiterlijk gebruiksvriendelijker aangepast. Verder hebben verschillende standaardfuncties van huidige diensten een eigen naam gekregen zoals: Foto's (uploadpagina voor eigen foto's), Mensen (contactlijst), en Profiel (eigen profiel en gegevens). Deze zijn allemaal in de startpagina in één overzicht gestopt, wat de startpagina sterk vernieuwde. Nu is alles in één overzicht op de startpagina weergegeven. Verder is de Windows Live Essentials uitgebreid met nieuwe versies van de programma's. Bijvoorbeeld Messenger en Mail kregen een nieuwe versie met nieuwe functies die ook de online diensten beter ondersteunden.
- Wave 4 (vanaf juni 2010): Begin juni werd de homepage van Windows Live aangepast naar de nieuwe Wave. Het belangrijkste verschil is de verbeterde integratie met sociale netwerken, zoals Facebook, MySpace en Hyves. Op de homepage van Windows Live staan vanaf nu namelijk ook updates van de sociale netwerken die je hebt gelinkt aan je Windows Live-account. Wat ook nieuw is in Wave 4, is het feit dat iemand nu in de webbrowser documenten met Microsoft Office Word, Microsoft Office Excel, Microsoft Office OneNote en Microsoft Office PowerPoint kan aanmaken, ongeacht of deze programma's zijn geïnstalleerd op de pc. Daarnaast kan je nu ook vanuit je browser met je contactpersonen chatten, zonder dat je daarvoor Windows Live Messenger voor op je pc moet hebben geïnstalleerd. Op 15 juni 2010 begon Windows Live ook met het omzetten van Windows Live Hotmail naar de nieuwe Wave. Het duurde enkele maanden voordat alle 360 miljoen gebruikers de nieuwe versie van Hotmail konden gebruiken. Ook de mobiele website werd aangepast en er kwamen ook Windows Live-apps voor iOS voor de iPhone en iPad.

## Windows Live-diensten

### Standaard diensten
| Dienst                           | Uitleg |
| -------------------------------- | --- |
| Windows Live Calendar            | Internetdienst, Kalender, via startpagina te openen in menu |
| Windows Live Custom Domains      | E-maildomein maken voor bedrijf, ook voor websites van gebruikers van onder andere Windows Home Server |
| OneDrive                         | Bestanden delen op internet |
| Windows Live Gallery             | Galerij op internet met onder andere add-ons voor de Windows Sidebar en Windows Live Toolbar |
| Windows Live Photogallery        | Fotogalerij voor Windows (Onderdeel van Windows Live Essentials) |
| Windows Live MovieMaker          | Videobewerkingsprogramma voor Windows (Onderdeel van Windows Live Essentials) |
| Windows Live Family Safety       | Beveiliging (Onderdeel van Windows Live Essentials) |
| Games for Windows – Live         | Computerspelletjes (Games for Windows) kunnen inloggen op de Live services voor het beheren van scores, statistieken, profielen etc. Ook kunnen aankopen worden gedaan via Marketplace.                                 |
| Windows Live ID                  | Account waarmee je kan inloggen op alle Live services en verschillende andere diensten van Microsoft, o.a. Xbox LIVE. Men kan gebruikmaken van een nieuw Outlook.com-adres of een reeds bestaand e-mailadres gebruiken. |
| Windows Live Local Search Mobile | Local, maar dan op de mobiel |
| Hotmail (nu Outlook.com)         | Webmail internetdienst, omgezet naar Microsoft Outlook. (opgevolgd door Outlook.com) |
| Windows Live Mail                | E-mailprogramma voor Windows om alle Hotmail- en Gmail-adressen te ordenen. Alternatief voor de opvolger Windows Mail van Outlook Express (Onderdeel van Windows Live Essentials)                                       |
| Windows Live Hotmail Mobile      | Hotmail, maar dan op de mobiel. Is in 2013 omgezet in Outlook. |
| Windows Live Messenger           | Chatprogramma. Stopt per 15 maart 2013. |
| Windows Live Web Messenger       | Web-versie van Windows Live Messenger. Stopt per 15 maart 2013. |
| Windows Live Mobile              | Windows Live, maar dan mobiel, en opvolger van MSN Mobile |
| Live Search Academic             | Academisch zoeken |
| Windows Live Writer              | Editior voor Windows, voor het bewerken van blogs op Windows Live Spaces e.a. (Onderdeel van Windows Live Essentials)                                                                                                   |
| Windows Live Essentials          | Installatieprogramma voor (bijna) alle programma's van Windows Live |

### Inactieve diensten
| Dienst                      | Uitleg                                                                             | Opgevolgd door                            |
| --------------------------- | ---------------------------------------------------------------------------------- | ----------------------------------------- |
| Windows Live Desktop Search | Een zoekmachine die Windows Verkenner enz. doorzoekt.                              | Windows Search                            |
| Windows Live Expo           | Online marktplaats                                                                 | /                                         |
| Windows Live Groups         | Kleine vriendengroepen beheren, verder chatten mogelijk via Windows Live Messenger | Onderdeel van Live Messenger              |
| Windows Live Favorites      | Online-dienst om favorieten te verzamelen                                          | Live Messenger Companion                  |
| Live Search Maps            | Internet-dienst om de wereld te verkennen via satellietbeelden.                    | Bing Maps                                 |
| Windows Live Photos         | Internetdienst om foto's te ordenen en te uploaden.                                | Windows Live OneDrive (voorheen SkyDrive) |
| Windows Live OneCare        | Antivirussoftware.                                                                 | Microsoft Security Essentials             |
| Windows Live Safety Center  | Veiligheidscentrum (Was onderdeel van Windows Live Essentials)                     | /                                         |
| Windows Live Search         | Online zoeksite, Opvolger van MSN Search                                           | Bing                                      |
| Live Search Mobile          | Search op mobiele apparaten                                                        | Bing Mobile                               |
| Windows Live Shopping       | Online shopsite                                                                    | /                                         |
| Windows Live Spaces         | Contactenwebpagina, met profiel, blogs, etc. Opvolger van MSN Spaces               | WordPress (geen Microsoft dienst)         |
| Windows Live Toolbar        | Opvolger van MSN Toolbar (Onderdeel van Windows Live Essentials)                   | Bing Bar                                  |
| Windows Live Translator     | Online computervertaler                                                            | Bing Translator                           |